# Ellis Island
Ellis Island è un Isola alla foce del fiume Hudson nella baia di New York. L'originaria superficie  fu incrementata fra il 1890 e il 1930 con i detriti derivanti dagli scavi della metropolitana di New York. Antico arsenale militare, dal 1892 al 1954, anno della sua chiusura, è stato il principale punto d'ingresso per gli immigrati che sbarcavano negli Stati Uniti. Attualmente l'edificio ospita l'Ellis Island Immigration Museum che è visitabile utilizzando il medesimo biglietto e traghetto che consentono l'accesso anche alla vicina Statua della Libertà.
L'isola, pur trovandosi nelle acque di pertinenza del New Jersey, fino al 1998 apparteneva solo allo stato di New York, costituendo pertanto (per questa porzione) un'exclave di questo stato analogamente a Liberty Island (nella città di New York entrambe rientrano nel borough di Manhattan).
Dopo varie dispute territoriali, la Corte Suprema ha stabilito nel 1998 che solo la parte originaria dell'isola ed alcune piccole porzioni di territorio attigue fossero di pertinenza di New York (17%), mentre gli incrementi successivi rientrassero nel New Jersey (83%). Il famoso museo dell'immigrazione si trova nella parte appartenente a New York 

## Storia

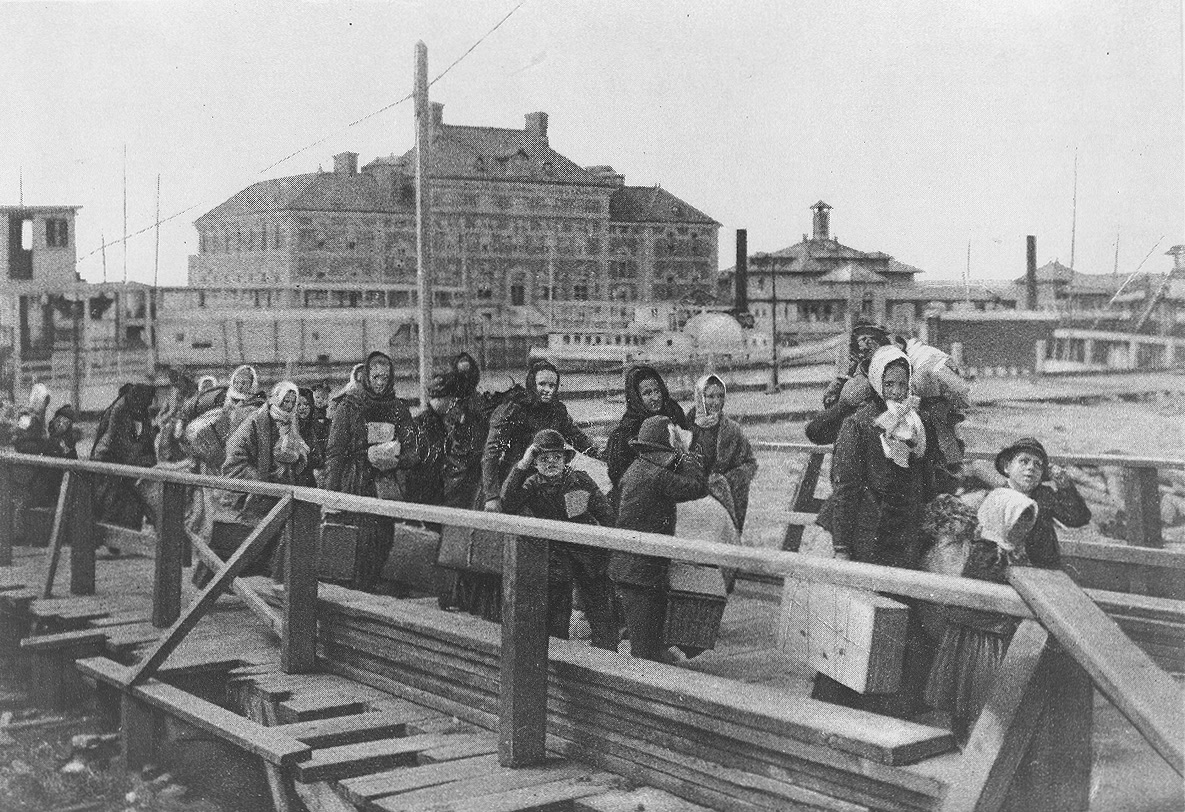
Arrivo di emigranti ad Ellis Island, 1902

Il porto di Ellis Island ha accolto oltre 12 milioni di immigranti provenienti da tutto il mondo dal 1892 al 1954. Prima della sua apertura, avvenuta il 1 gennaio del 1892, già oltre 8 milioni di persone erano transitate per il Castle Garden Immigration Depot di Manhattan.
Gli stranieri che approdavano al porto di Ellis Island avevano l'obbligo di esibire ai medici del Servizio Immigrati i documenti d'imbarco con le informazioni sulla nave che li aveva condotti e i documenti d'identità per il riconoscimento personale, che sarebbero stati visionati e approvati durante le ispezioni mediche e burocratiche.
Le ispezioni mediche, alle quali ciascun immigrante doveva sottoporsi, avevano lo scopo di valutare le condizioni fisiche e psicologiche dei pazienti esaminati, evitando in questo modo contagi da malattie infettive.
Al contrario di quanto accadeva ai passeggeri di terza classe, obbligati a scendere dalla nave e stanziare sul molo durante lo svolgimento delle ispezioni, i passeggeri agevolati ed economicamente stabili, che durante il tragitto fino a New York avevano viaggiato nelle classi prima e seconda della nave, avevano il privilegio e il vantaggio di sottoporsi alle pratiche d'ispezione direttamente a bordo.
Durante i controlli medici, i pazienti di ogni grado e ceto sociale a cui veniva diagnosticato un problema fisico o psicologico venivano immediatamente contrassegnati con un simbolo disegnato sulla schiena e sottoposti a controlli specifici.
I contrassegni usati per distinguere i pazienti sani da quelli malati si diversificavano in base al problema che la persona presentava. Per esempio, quando un immigrato veniva associato a un problema legato alla sfera psicologica veniva contrassegnato sulla schiena da una croce; se il problema diagnosticato risultava ernia, il soggetto veniva contrassegnato con una X. Lo stesso accadeva, con altri simboli, a coloro che soffrivano di patologie respiratorie, problemi di vista e perfino alle donne in gravidanza.
Le persone ritenute sane e senza alcun problema di salute venivano accompagnate verso le stanze dei Registri, nelle quali avrebbero potuto registrare, per mano di ispettori addetti, il proprio nome, il luogo di nascita, il luogo di destinazione, lo stato civile, la disponibilità di denaro, la professione, i precedenti penali e le possibili referenze a conoscenti già presenti sul suolo statunitense per ottenere la completa idoneità di soggiorno negli Stati Uniti d'America. Al termine della registrazione, venivano accompagnate al molo e fatte imbarcare sul traghetto per Manhattan. Gli immigrati che non avevano ottenuto l'idoneità e presentavano difficoltà fisiche venivano isolati e sottoposti a controlli più specifici. Coloro i quali presentassero infermità o problematiche che li rendevano inabili al lavoro o che necessitassero di cure dal costo elevato, venivano immediatamente espulsi.
Secondo il vademecum destinato ai nuovi venuti, i migranti considerati anziani, deformi, ciechi, sordi, portatori di malattie contagiose, mentalmente instabili e con qualsiasi altra infermità, erano esclusi dal suolo americano. Coloro che appartenevano a una o più di queste categorie venivano respinti, espulsi e obbligatoriamente reimbarcati sulle navi dalle quali erano giunti, che secondo la legislazione americana avevano il dovere di riportarli ai porti di provenienza.
Malgrado la legge avesse permesso tali manovre, nel 1907 si registrò la percentuale più alta di flussi migratori con un numero complessivo di 1 004 756 persone approdate. Dal 1917 ci fu un nuovo tentativo di ridurre e limitare i flussi in entrata. A tal proposito, vennero introdotti un test dell'alfabetismo che obbligava gli immigranti in arrivo a saper scrivere e a leggere per sostare in America e, dal 1924, quote d'ingresso (che definivano un numero totale d'immigranti da accogliere). Le quote ammettevano un numero complessivo di 17.000 immigranti provenienti dall'Irlanda, 7.500 provenienti dal Regno Unito, 7.400 dall'Italia e 2.700 dalla Russia.
In successione, lo Stato americano emanò delle nuove leggi per diminuire gli ingressi: la legge Chinese Exclusion Act prevedeva di limitare la presenza di immigranti di origine cinese sul territorio, la legge Alien Contract Labor Law impediva alle aziende e agli imprenditori di far lavorare gli immigrati sotto contratto e la legge Origins Act Law limitava fortemente gli ingressi, secondo un sistema di quote nazionali che discriminavano palesemente gli immigrati provenienti dall'Europa meridionale e orientale, escludendo virtualmente gli asiatici.
Inoltre la depressione economica scoppiata nel 1929 ridusse il numero degli immigrati dai 241.700 ricevuti nel 1930 ai 97.000 del 1931 fino ai 35.000 ricevuti nel 1932. Gli espulsi a forza dagli Stati Uniti furono 62.000 nel 1931, 103.000 l'anno successivo e 12.700 nel 1933.

## Storia della struttura
Il 15 giugno 1897, durante le prime ore del mattino, un incendio bruciò e distrusse completamente l'edificio principale dell'isola assieme agli archivi che ospitava, rendendolo inutilizzabile.
Successivamente a quanto accaduto, lo Stato americano provvide agli investimenti per la ricostruzione della stazione di Ellis Island ed essa venne ricostruita in soli tre anni. Al fine di evitare eventi analoghi, i nuovi edifici innalzati furono costruiti con materiale ignifugo.
Il 17 dicembre 1900 venne inaugurato il nuovo edificio nel quale vennero accolti nuovi immigrati il medesimo giorno.
Dal 1924, Ellis Island divenne anche un centro di detenzione per i rimpatri forzati come i dissidenti politici, gli anarchici, i senza denaro e senza lavoro, che vennero obbligati a tornare nel paese d'origine. Analogamente, durante la seconda guerra mondiale, vi vennero trattenuti detenuti immigrati di origine giapponese, italiana e tedesca. Il centro di detenzione rimase attivo fino al 1954, data in cui Arne Peterssen (ultimo detenuto rimasto) fu rilasciato, ed Ellis Island venne chiusa ufficialmente dal Governo degli Stati Uniti.
Il 12 novembre 1954 il Servizio Immigrazione chiuse definitivamente, spostando i propri uffici a Manhattan.
Ellis island rimase inutilizzata fino al 1990, anno in cui sull'isola venne inaugurato il museo.

## Ellis Island National Museum of Immigration

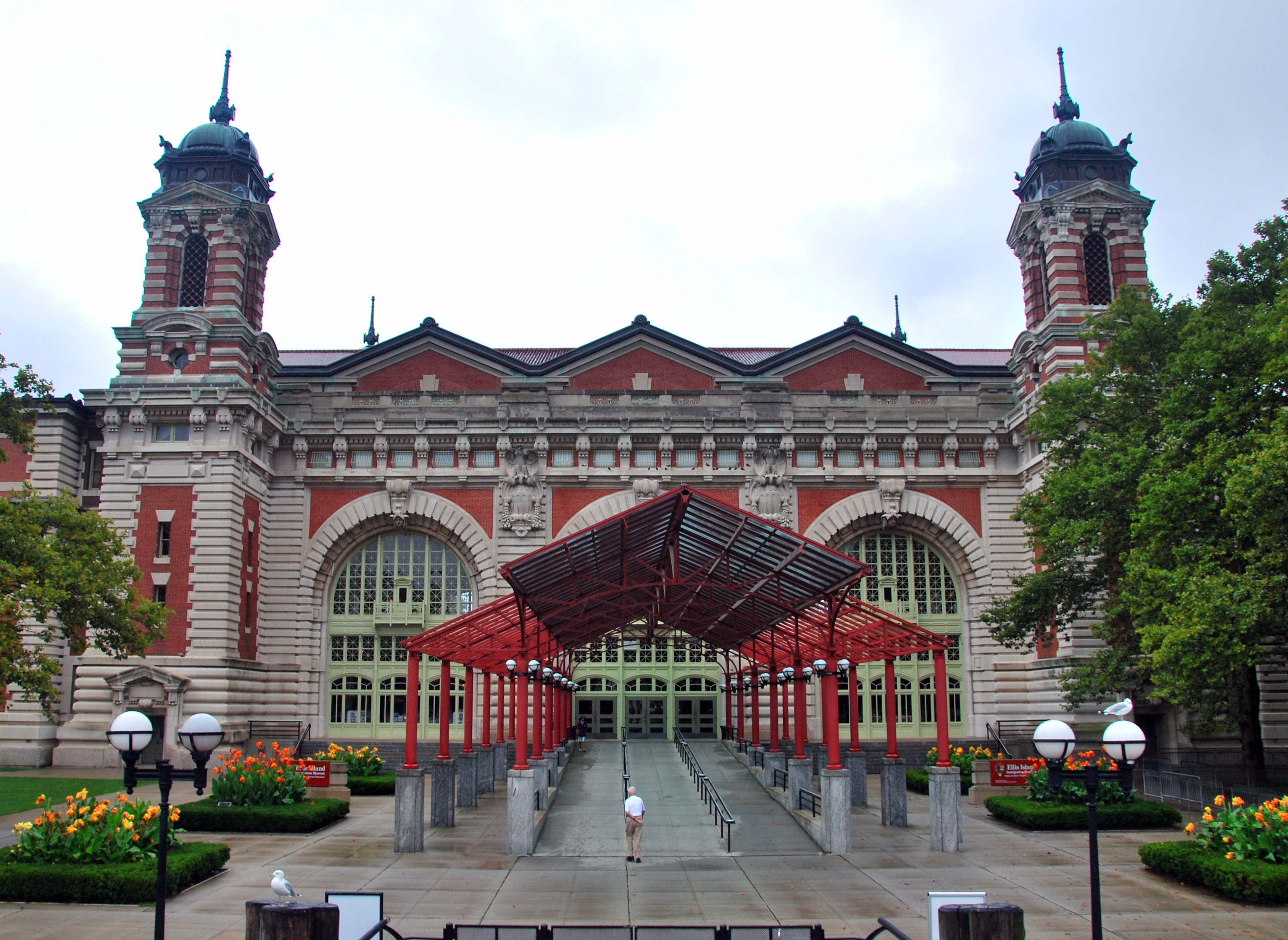
Ellis Island Immigration Museum

L'isola venne riaperta al pubblico il 10 settembre del 1990: il centro di detenzione, rimasto inattivo dal 1954, divenne un museo nazionale che prese il nome di Ellis Island National Museum of Immigration.
Il museo documenta la ricca storia dell'immigrazione attraverso una collezione di fotografie, cimeli di famiglie e testimonianze storiche delle persone che hanno approdato ai porti statunitensi in passato.
Durante gli anni novanta sono stati ampliati due settori all'interno del museo.
Il primo settore venne presentato nell'Aprile del 2001 e nominato American Family Immigration History Center. In questa sezione del museo vennero esposti gli archivi pubblici in un database con oltre 65 milioni di registri, contenenti le esperienze vissute dagli immigranti tra il 1820 e il 1957.
Il secondo settore venne reso pubblico nel 2011 con due contenuti differenti.
La sezione Pre Ellis Island Galleries, che affronta le vicende della storia americana prima del 1820, nominata The Journeys: The peopling of America (1550 - 1830), contiene la storia dei primi nativi americani e dei colonizzatori europei.
La sezione Post- Ellis Island Wing, che affronta le vicende della storia americana dell'immigrazione dal 1954 fino al presente, nominata The Journeys: New Eras of Immigration, riflette sul rapido progresso tecnologico che ha caratterizzato l'immigrazione e sfide e le opportunità affrontate dagli immigranti nel mondo moderno.

## Nel cinema e nello spettacolo
- Arrival of Emigrants, Ellis Island, cortometraggio muto del 1903
- The Gateway to America, cortometraggio muto del 1912 prodotto dalla Champion Film Company.
- Il film muto My Boy (1921), regia di Victor Heerman e Albert Austin, ha per protagonista il piccolo Jackie Cooper nei panni di un bambino rimasto orfano al suo arrivo a Ellis Island.
- Récits d'Ellis Island, histoires d'errance et d'espoir (1979) di Georges Perec, con la collaborazione di Robert Bober.
- Il padrino - Parte II di Francis Ford Coppola, in cui viene rievocato l'arrivo di Don Vito Corleone a New York e il suo ricovero ad Ellis Island per vaiolo.
- Nuovomondo di Emanuele Crialese, in cui è  rappresentato il criterio di "selezione" degli immigrati.
- Hitch - Lui sì che capisce le donne (2005) di Andy Tennant, in cui Hitch (Will Smith) conduce Sara Melas (Eva Mendes) ad Ellis Island a bordo di una moto d'acqua.
- Nel mese di ottobre 2002 la cantautrice Elisa Toffoli debutta al Teatro Massimo di Palermo come protagonista di Ellis Island, un'opera musicale sul tema dell'immigrazione, con musiche di Giovanni Sollima, la regia di Marco Baliani, Todd Reynolds e i testi di Roberto Alajmo.
- Nel 2014 Il film C'era una volta a New York evidenzia le difficoltà di chi veniva respinto ad Ellis Island. Il film, ambientato nel 1921 mostra le fatiche di una giovane polacca (Marion Cotillard) per salvare la sorella, marchiata come non idonea dai medici in quanto malata di tubercolosi.